# NGC 7793
NGC 7793 is een spiraalvormig sterrenstelsel in het sterrenbeeld Beeldhouwer. Het ligt 13 miljoen lichtjaar van de Aarde verwijderd en werd op 14 juli 1826 ontdekt door de Schotse astronoom James Dunlop.
NGC 7793 klimt tijdens de culminatie, gezien vanuit de Benelux, tot 6 en een halve graad boven de zuidelijke horizon.

## Synoniemen
- ESO 349-12
- MCG -6-1-9
- AM 2355-325
- IRAS 23552-3252
- PGC 73049